# The Time Machine (альбом Алана Парсонса)
The Time Machine (рус. Машина времени) — третий сольный альбом Алана Парсонса, изданный в 1999 году. В то время как Парсонс традиционно занимался сведением альбома и звукозаписью, весь материал на нём был создан постоянными участниками группы The Alan Parsons Project Йеном Байрнсоном и Стюартом Эллиотом. Авторству самого Парсонса на альбоме принадлежит единственный трек — «Temporalia». Тем не менее, хотя альбому не достает традиционных для коллектива рок-композиций, он по прежнему выдержан в традиционном стиле The Alan Parsons Project.
Альбом является финальным для Алана Парсонса, записанным при участии коллектива, создававшего альбомы The Alan Parsons Project. Вышедший спустя 5 лет альбом A Valid Path — полностью сольная работа Алана Парсонса, записанная в ином, отличном от предыдущих альбомов стиле и при участии совсем других музыкантов.

## Концепция альбома
Темы путешествий во времени и воспоминаний о прошлом предлагались Аланом Парсонсом в качестве концепции ещё для второго альбома The Alan Parsons Project, но партнер Парсонса Эрик Вулфсон настоял на использовании чисто футуристической темы, связанной с роботами, вытесняющими человеческую расу. Результатом чего стал выход альбома I Robot.
Второй трек альбома — «Temporalia» — начинается со вступления в исполнении профессора Фрэнка Клоуза с его идеей о том, что вселенная сама по себе является своего рода «машиной времени». В «Press Rewind» поднимается вопрос о том, что если бы мы могли вернуться назад и попытаться исправить свои прошлые ошибки.
Оформление обложки альбома представляет из себя коллаж из нескольких изображений, связанных со временем и путешествиями во времени, включая фотоаппарат, будку полисмена в качестве отсылки к TARDIS из британского сериала «Доктор Кто», а также эффект червоточины из вступления к сериалу. Также на обложке изображены автомобиль DeLorean DMC-12 из серии фильмов «Назад в будущее» и фотография ребёнка, играющего с моделью корабля «Энтерпрайз» из вселенной «Звёздный путь».

## Список композиций
Сторона 1
1. The Time Machine (Part 1) (4:54) (Эллиот; инструментальная композиция)
2. Temporalia (1:00) (Парсонс; инструментальная композиция со вступлением Фрэнка Клоуза)
3. Out of the Blue (4:54) (Байрнсон; вокал — Тони Хэдли)
4. Call Up (5:13) (Байрнсон; вокал — Нил Локвуд)
5. Ignorance Is Bliss (6:45) (Байрнсон; вокал — Колин Бланстоун)
6. Rubber Universe (3:52) (Байрнсон; инструментальная композиция)
7. The Call of the Wild (5:22) (Байрнсон; вокал — Мойя Бреннан)
8. No Future in the Past" (4:46) (Эллиот; вокал — Нил Локвуд)
9. Press Rewind (4:20) (Эллиот; вокал — Грэм Дай)
10. The Very Last Time (3:42) (Байрнсон; вокал — Беверли Крэйвен)
11. Far Ago And Long Away (5:14) (Байрнсон; инструментальная композиция)
12. The Time Machine (Part 2) (1:47) (Эллиот; инструментальная композиция)

Бонус-треки
1. Beginnings (4:31) (инструментальная композиция — только в японской версии альбома)
2. Dr. Evil (edit) (3:23) (инструментальная композиция с голосом — Майка Майерса в роли Доктора Зло из фильма Остин Пауэрс: Шпион, который меня соблазнил, в котором его персонаж предлагает назвать машину Судного Дня "Проектом Алана Парсонса". На что его сын саркастически замечает, что так называлась прог-рок группа из 1982 года)

## Участники записи
- Иэн Бэрнсон[англ.] — гитара, клавишные, саксофон
- Стюарт Эллиот — ударные, синтезаторы
- Алан Парсонс — звукозапись
- Дина Бимиш — виолончель
- Колин Бланстоун — вокал
- Нил Локвуд — вокал
- Мойя Бреннан — вокал
- Крис Рэйнбоу — вокал
- Тони Хэдли — вокал
- Джон Гиблин — бас-гитара
- Клер Орслер — альт
- Джулия Синглтон — скрипка
- Робин Смит — клавишные
- Майк Майерс, Фрэнк Клоуз — дополнительное участие
- Филармонический оркестр